# Париссе, Серджо
Серджо Париссе (итал. Sergio Francesco Matteo Parisse, ˈsɛrdʒo paˈrisse; род. 12 сентября 1983 года, Ла-Плата) — итальянский регбист, выступавший на позиции восьмого номера, реже фланкера. Выступал за сборную Италии. Был капитаном «Стад Франсе» и сборной Италии. Первый итальянский регбист номинированный в 2008 году на звание Игроком года по версии IRB. Считался одним из лучших игроков на позиции восьмого номера в современном регби.

## Ранняя жизнь
Париссе родился в Ла-Плате в итальянской семье. Его отец, Серджио-старший, играл за клуб «Л’Аквила» из одноименного города, в составе которого выиграл итальянский чемпионат в 1967 и 1969 году. В 1970 году работодатель его отца — Alitalia перевела его в Аргентину, где в 1983 году и родился Серджио. Серджио начал заниматься регби с пятилетнего возраста в университетской команде Ла-Платы. У себя дома семья говорила только на итальянском и каждые каникулы он проводил в Италии. Получил итальянское гражданство в 17 лет.

## Карьера
В 17 лет Серджио был приглашен для тренировок в итальянскую сборную во время её турне по Аргентине. В 2001 году играл на молодежном (до 19 лет) Чемпионате мира в Чили. После переехал в Италию и подписал свой первый профессиональный контракт с клубом Бенеттон с зарплатой в 800 евро в месяц. За 4 года он дважды выигрывал национальное первенство (в 2003 и 2004 годах) и один раз Кубок в 2005 году. В 2005 году перешёл во французский клуб Стад Франсе, где присоединился к своим соотечественникам Мауро и Мирко Бергамаско. Впоследствии стал капитаном команды, одной из легенд клуба. Выиграл ТОП-14 в сезонах 2006-07 и 2014-15.
В 2002 году, тренировавший итальянскую сборную Джон Кирван, вызвал Париссе на матч против новозеландцев. 8 июня 2002 года в Гамильтоне итальянцы проиграли хозяевам 64-10. Однако Париссе стал самым молодым игроком который выходил на позиции восьмого номера в международных матчах. После матча Джон Кирван (который сам выступал за сборную Новой Зеландии 63 раза) сравнил молодого Париссе с Зинзэнем Бруком (одним из знаковых игроков Новой Зеландии девяностых). В 2003 году он проводит 10 матчей подряд за сборную и едет вместе с ней на ЧМ-2003. На турнире он провел все четыре встречи, отметившись попыткой против канадцев. Итальянцы не вышли из группы, однако игру Париссе признали впечатляющей. В 2004 году дебютирует на Кубке шести наций, где проводит 5 встреч.

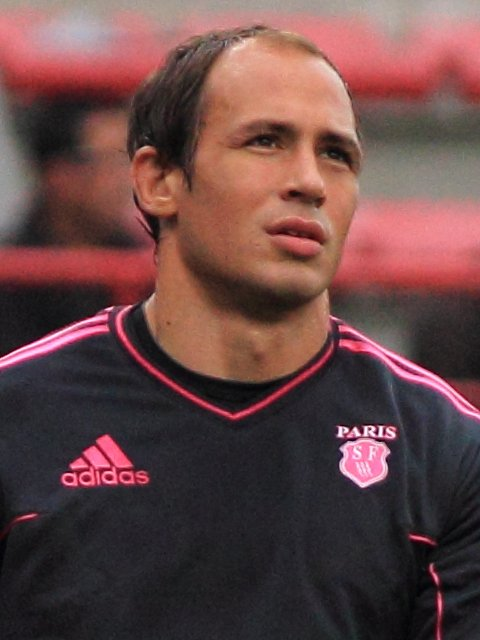
Париссе в форме Стад Франсе

В 2005 подписал двухлетний контракт с клубом Стад Франсе. В чемпионский сезон 2006-07 он сыграл в 15 матчах из 28, команда заняла первое место по итогам регулярного чемпионата, вышла в плей-офф, дошла до финала, где был обыгран Клермон со счетом 23-18. В финале Париссе вышел на поле после перерыва.
Париссе выступает на Кубке мира-2007 проходившим во Франции. Итальянцы обыгрывают румын и португальцев и борются за выход в плей-офф с Шотландией, но в упорной борьбе уступают 18-16.
Новый тренер сборной Ник Маллетт назначает 24 летнего Серджио 18 января 2008 года капитаном сборной. Тренер так мотивировал свой выбор: «Серджо — это игрок которого уважают партнеры, судьи и противники. Все это необходимо, чтобы стать капитаном». В этом же году он станет пока единственным итальянским игроком номинированным на звание Игроком года (награда в итоге досталась Шейну Уильямсу.
2009 был не очень удачным для Серджо. Сначала он схлопотал 8 недельную дисквалификацию, за то, что в матче против Новой Зеландии (27-6 поражение), он попал по глазам локу новозеландцев Исааку Россу. А 26 ноября 2009 получил травму крестообразных связок. Пропустил Кубок шести наций.
В сезоне 2010-11 назначен капитаном Стад Франсе. На Кубке шести наций 2011 года Италия впервые обыгрывает Францию 22-21. В этом же сезоне играл в финале Европейского кубка вызова против английского Харлекуинс, но французы потерпели поражение 19-18.

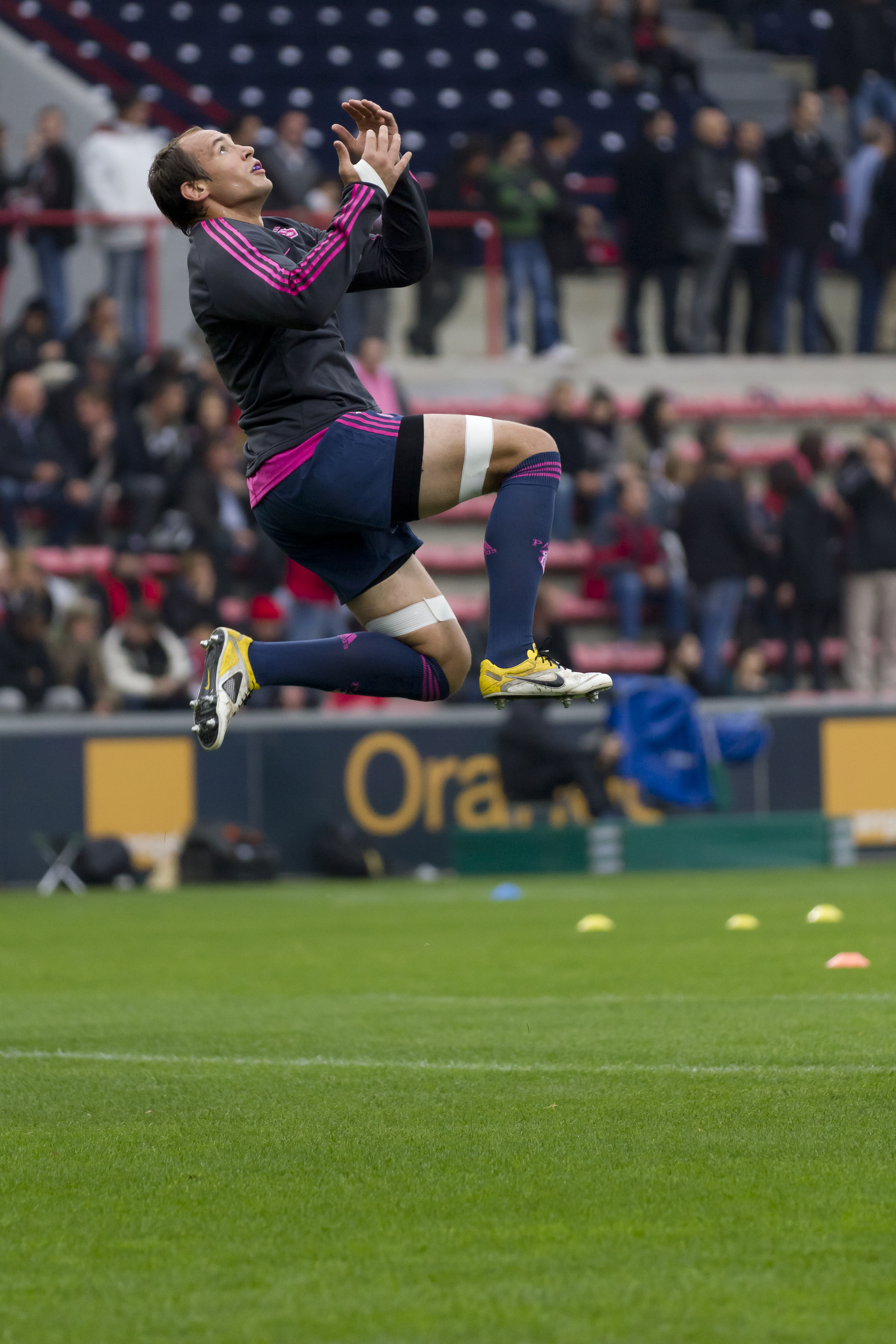
Париссе в игре 29 октября 2011

Сыграл 4 матча на Кубке мира-2011. Занес две попытки. Сборная снова не пробилась в плей-офф, Проиграв Австралии и Ирландии, но победив США и Россию.
В 2012 был капитаном сборной на Кубке шести наций, где итальянцы избежали деревянной ложки (вручается команде, которая проиграла все свои матчи), обыграв Шотландию.
На Кубке шести наций 2012 года сборной снова удалось победить Францию, а Париссе занес попытку. После были поражения от Шотландии, Уэльса(эту игру Серджо пропускал), и Англии всего лишь с разницей в 7 очков (18-11), а в последний игровой день была впервые обыграна Ирландия 22-15. Этот турнир был самым успешным для Италии за все время участия.
В сезоне 2012-13 Стад Франсе снова добирается до финала Европейского кубка вызова и опять проигрывает, на этот раз Ленстеру 34-13. в 2013 году был капитаном «Барбарианс» в двух тест-матчах. 16 ноября 2013 года, в игре против Фиджи на пару с Мартином Кастроджованни сыграл свою 100 игру в футболке национальной сборной.
22 ноября 2014 года становится абсолютным рекордсменом по матчам за национальную сборную.
В мае 2015 в качестве капитана приводит Стад Франсе к победе в ТОП-14 и становится лучшим игроком чемпионата. Также в 2015 едет на свой четвёртый Кубок мира, где Италия снова третья в группе (Париссе сыграл лишь раз), вслед за Францией и Ирландией.
В настоящее время (январь 2017 года) продолжает выступать за Стад Франсе и сборную.

## Стиль игры
Не смотря на большие габариты Париссе чрезвычайно ловкий игрок. Мастер точного паса, нередко отдает пас не глядя себе за спину, что является сюрпризом для соперников и дает его команде преимущество. Также очень хорошо контролирует мяч ногами в раке. Отлично ловит «свечи».

## Достижения
- Чемпионат Италии

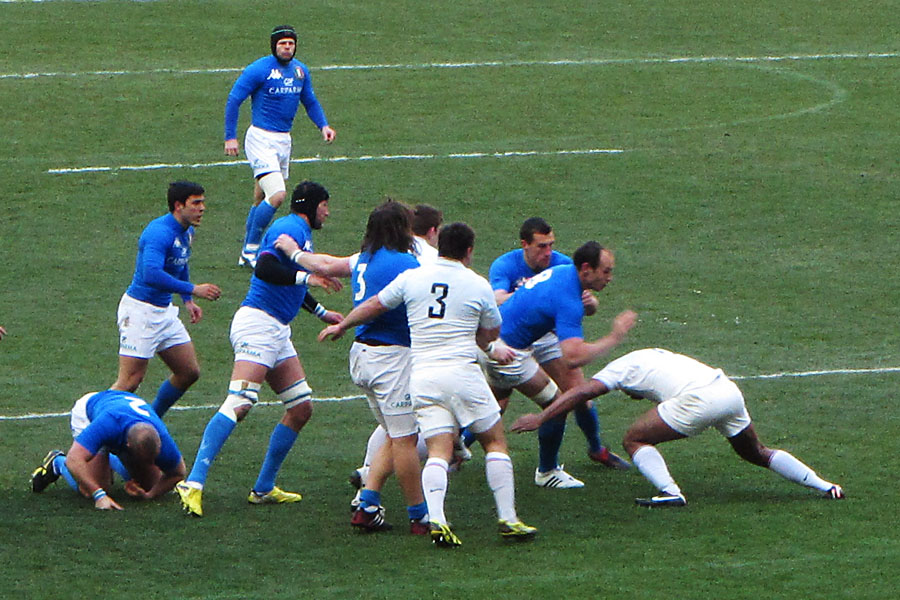
Париссе в игре против Франции на Кубке шести наций 2012

  - Чемпион Бенеттон Тревизо: 2002-03, 2003-04
- Кубок Италии
  - Победитель Бенеттон Тревизо: 2004-05
- Французский ТОП-14
  - Чемпион Стад Франсе: 2006-07, 2014-15
- Европейского кубка вызова
  - Финалист (2) 2010-11, 2012-13

## Личная жизнь

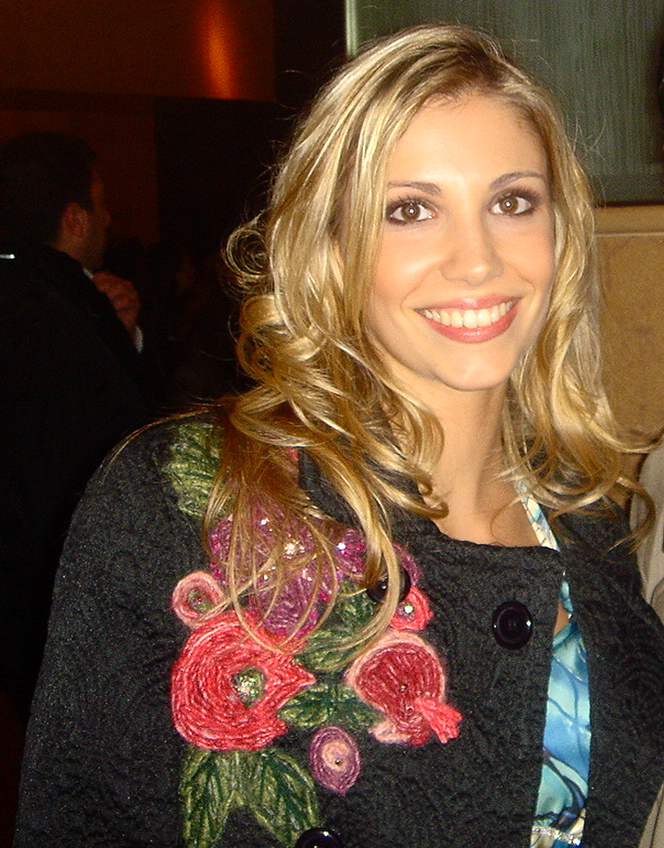
Александра Розенфельд, 21 января 2006.

В 2007 году женился на Александре Розенфельд, победительнице конкурса Мисс Франция 2006 и Мисс Европа 2006. Они познакомились в 2006 году, когда Александру пригласили на матч Стад Франсе, а после и на банкет, где они и познакомились. В 2013 развелись. От этого брака у Серджио есть дочь. 10 февраля 2014 женился на Сильвии Брагаццо.
Сержио увлекается горными лыжами, пять раз снимался для регбийного календаря «Боги стадиона». В 2012 году озвучивал Зангиева в итальянском дубляже мультфильма «Ральф».